# Danh sách nhân vật trong Thủy thủ Mặt Trăng
Dưới đây là danh sách nhân vật trong Thủy thủ Mặt Trăng.

## Nhân vật chính

#### Thủy thủ Mặt Trăng
Tsukino Usagi (月野 うさぎ (Nguyệt-Dã Thố)) là một chiến binh thủy thủ của tình yêu và công lý Sailor Moon. Cô chính là công chúa Serenity đến từ vương quốc Mặt Trăng và là một công chúa rất vụng về hay khóc nhè nhưng cô luôn được bà mẹ là Serenity yêu thương, một lần hoàng hậu của vương quốc bóng tối đến xâm chiếm vương quốc Mặt Trăng, hoàng hậu Serenity đã dùng sức mạnh của pha lê bạc để phong ấn Metalia và gửi công chúa và các cận vệ đến một tương lai mới.

#### Thủy thủ Mặt Trăng Chibi
Tsukino Usagi (Còn gọi là Chibiusa): là con của Usagi và là Mamoru.Lúc nào, cô bé cũng tủi thân vì vóc dáng nhỏ bé của mình, nhưng tâm hồn và thể xác của mình chỉ là một cô bé con cho đến khi sức mạnh ngủ yên trong bé được đánh thức và dần chín chắn hơn. Qua chiến đấu và rèn luyện, bé đã có đủ lòng tin và sức mạnh để sẵn sàng kế vị ngôi vị nữ hoàng trong tương lai.

#### Thủy thủ Sao Thủy
Mizuno Ami (水野 亜美 (Thủy-Dã Á-Mỹ)) là một trong năm cận vệ của công chúa Serenity và là một trong năm thủy thủ bên trong Thái Dương Hệ - Sailor Mercury và sức mạnh của cô dựa trên nước và băng, cũng như trí thông minh và điện tử. Cô là thủy thủ được tìm thấy thứ 2 và là người bạn thân nhất của Thủy thủ Mặt Trăng. Về trí thông minh, Ami là người có chỉ số IQ cao nhất. Mẹ cô là bác sĩ, cha của cô đã đi rời gia đình theo nghiệp họa sĩ. Khi còn là Công chúa Sao Thủy, Ami sống ở pháo đài Mariner. Cô rất hay bối rối, ngượng ngùng khi bị châm chọc. Ami là một người chín chắn, xinh đẹp, tính tình ôn hoà trong nhóm chiến binh thủy thủ. Người yêu kiếp trước của cô là Zoisite – là một trong tứ đại hộ vệ bảo vệ cho hoàng tử Trái Đất.

#### Thủy thủ Sao Hỏa
Hino Rei (火野 レイ (Hỏa-Dã Lệ)) là Thủy thủ xuất hiện thứ 3, sau Thủy thủ Sao Thủy. Mẹ Rei qua đời sớm khi cô 3 tuổi còn cha là thượng nghị sĩ nên bận rộn, không có thời gian quan tâm đến cô. Dịp duy nhất trong năm mà hai cha con họ gặp nhau là sinh nhật của Rei. Vì lẽ đó, Rei sống cùng với ông ở trong đền, với hai con quạ tên là Phobos và Deimos. Cô có thể thấy được tương lai qua lửa, và hay có linh tính trước một việc gì đó. Rei là một cô gái thông minh, cá tính và rất xinh đẹp, quyến rũ nhất trong nhóm thủy thủ Mặt Trăng. Khi là công chúa Sao Hoả, Rei sống ở pháo đài PhobosDeimos. Người yêu kiếp trước của cô là Jadeite - một trong tứ đại hộ vệ bảo vệ cho hoàng tử Trái Đất.Cô là bạn gái của Chiba Mamoru nhưng khi biết về chuyện thủy thủ Mặt Trăng (nữ hoàng Cerenity) là người yêu kiếp trước của anh nên Rei đã rời bỏ Mamoru và nhường Mamoru cho Usagi. Nhưng đôi khi 2 người vẫn cãi nhau vì tranh giành Mamoru.

#### Thủy thủ Sao Mộc
Kino Makoto (木野 まこと (Mộc-Dã Chân-Cầm)) là thành viên thứ năm của nhóm thủy thủ. Cô rất yêu thích cây xanh. Trong nhà của cô có rất nhiều cây xanh và hoa. Bố mẹ cô qua đời sớm do tai nạn máy bay lúc cô còn nhỏ. Sống cô độc từ nhỏ nên cô rất biết cách chăm sóc cho bản thân mình và người khác. Macoto khá nhạy cảm, chín chắn, biết lắng nghe. Cô là một chiến binh xinh đẹp, nấu ăn ngon. Người yêu kiếp trước của cô là Nephrite - một trong tứ đại hậu vệ bảo vệ cho hoàng tử Trái Đất. Khi là Công Chúa Sao Mộc, cô sống ở pháo đài Io (Manga).

#### Thủy thủ Sao Kim
Aino Minako (愛野 美奈子 (Ái-Dã Mỹ-Nại-Tử)) là thành viên thứ năm của nhóm thủy thủ. Cô xuất hiện lần đầu trong truyện với danh nghĩa là Thủy thủ V - chiến binh chính nghĩa ảo ảnh. Minako là Thủy Thủ Sao Kim, một trong 4 thủy thủ có nhiệm vụ bảo vệ Công Chúa Serenity và là chỉ huy của 4 thủy thủ còn lại. Người yêu kiếp trước của cô là Kunzite một trong tứ đại hậu vệ bảo vệ cho hoàng tử Trái Đất. Minako không phải là người thông minh nhất nhưng cô là người rất dũng cảm với danh xưng Chiến binh của tình yêu. Ngoài ra, theo tác giả thì Minako thông minh hơn Ami về khoản tiếng Anh vì cô đã từng sống ở nước ngoài. Mọi ngày cô rất thích trêu chọc người khác nhưng khi biến thân lại rất dũng cảm, tài giỏi, dễ thương và xinh đẹp Minako là một người hay mơ mộng, vui tính và xinh đẹp. Khi còn là Công Chúa Sao Kim, cô sống ở pháo đài Magellan.(Manga)

#### Tuxedo Mặt nạ
Chiba Mamoru (地場 衛 (Địa-Trường Vệ)) là người yêu kiếp trước của Usagi, kiếp này 2 người gặp lại nhau, Mamoru thường trêu chọc tính cách hậu đậu và khóc nhè của Usagi anh ta thường gọi Usagi là đầu bánh bao.Khi biết Usagi là sailor moon nên từ đó tình cảm của hai người bắt đầu đơm hoa kết trái.

#### Thủy thủ Sao Diêm Vương
Meiō Setsuna (冥王 せつな (Minh-Vương Tuyết-Nại)) là một trong 3 người nắm giữ 3 báu vật dùng để thức tỉnh Thủy thủ Sao Thổ (Đó là cô, Thủy thủ Sao Thiên Vương và Thủy thủ Sao Hải Vương). Nhiệm vụ của cô là canh giữ cảnh cổng thời gian. Báu vật của cô là gậy thần thời gian. Khi còn là Công chúa Sao Diêm Vương cô sống trên pháo đài Charon(Manga). Setsuna rất kín đáo và nghiêm khắc. Cô được Chibiusa rất yêu quý, thường gọi Setsuna là Puu. một trong 3 báu vật để thức tỉnh Thủy thủ Sao Thổ đó chính là gậy thần thời gian của cô.Cô là mẹ nuôi của hotaru – thủy thủ Sao Thổ.

#### Thủy thủ Sao Hải Vương
Kaiō Michiru (海王 みちる (Hải-Vương Mỹ-Trí-Lưu)): Lúc đầu nhóm của cô có ý không chịu hợp tác với nhóm Thủy thủ Mặt Trăng, nhưng sau khi Thủy thủ Mặt Trăng trở thành Siêu Thủy thủ Mặt Trăng và pha lê của tất cả các chiến binh biến thành hình trái tim (xem lại tập 12: Chiến binh đến từ tương lai) thì họ đã hiểu ra là họ cũng là một trong nhóm của Thủy thủ Mặt Trăng và có trách nhiệm bảo vệ Thủy thủ Mặt Trăng. Cô là chiến binh của đại dương. Khi còn là Công chúa Sao Hải Vương Tinh cô sống trên pháo đài Triton (Manga).1 trong 3 báu vật thức tỉnh Thủy thủ Sao Thổ đó là gương thần đại dương của cô.

#### Thủy thủ Sao Thiên Vương
Ten'ō Haruka (天王 はるか (Thiên-Vương Dao)) là một chiến binh thuộc vòng ngoài của Hệ Mặt Trời. Khi còn là Công Chúa Sao Thiên Vương, cô sống ở pháo đài Miranda. Ngoài ra, Haruka còn là một người hơi thành kiến, đặc biệt là lúc vừa gặp nhóm Thủy thủ Mặt Trăng. Dù vậy cô cũng là một trong những người mang trọng trách bảo vệ Công chúa Mặt Trăng/Thủy thủ Mặt Trăng. Haruka là một người phụ nữ hợp giới, tuy nhiên khi chưa biến thân, cô ấy thường có sự linh hoạt trong việc ăn mặc và thể hiện bản thân, có lúc cô mặc đồ của nam giới, có lúc cô mặc đồ của nữ giới. Là người yêu và sống chung nhà như một cặp đôi đã kết hôn với Michiru, cô như cha nuôi của Hotaru – Thủy thủ Sao Thổ. Gươm thần Vũ trụ của cô là một trong 3 báu vật đánh thức Thủy thủ Sao Thổ.

#### Thủy thủ Sao Thổ
Tomoe Hotaru (土萠 ほたる (Thổ-Manh Huỳnh)): Khi trận hoả hoạn xảy ra đã cướp đi sinh mạng của mẹ Hotaru. Còn cô bé thì bị thương nặng. Tiến sĩ Tomoe - bố của Hotaru đã cứu cô bằng cách cấy ghép những tế bào điện tử vào trong người cô. Nhưng từ đó, Hotaru mất hết cuộc sống của một-người-bình-thường. Cô thường bị những cơn đau thắt dữ dội. Cô phải mặc đồ đen để che giấu các linh kiện điện tử trong người. Bị bạn bè xa lánh. Rồi tế bào của "Công nương 9" mà bố cô đã cấy trong người cô nổi dậy, phục vụ cho Pharaoh 90. Linh hồn của Hotaru hồi sinh thành Sao Thổ, cô đã hy sinh và sau đó lại được tái sinh dưới cơ thể 1 đứa bé. Khi còn là công chúa Sao Thổ, cô sống trên pháo đài Titan. Chibiusa là người bạn thân nhất của cô ấy. Rồi galaxia đã phá vỡ lời nguyền của nehellenia. galaxia đã hồi sinh Thủy thủ Sao Thổ - Hotaru.

## Đồng minh

### Artemis & Diana & Luna
Artemis và Luna là 2 con mèo được gởi xuống Địa Cầu với nhiệm vụ tìm kiếm công chúa Mặt Trăng và hướng dẫn các chiến binh thủy thủ. Artemis là mèo đực, Luna là mèo cái. Artemis và Luna có một dấu trăng khuyết trên trán. Artemis cùng Luna sát cánh bên các chiến binh thủy thủ bảo vệ cho Trái Đất và Vũ Trụ. Artemis và Luna cũng có một người con tên Diana, Diana là thú cưng của Chibiusa (Artemis: mèo trắng, Luna: mèo đen, Diana: mèo tím). Trong loạt phim live-action series, Luna cũng là chiến binh thủy thủ với sức mạnh kẹo ngọt.

### Artemis

Artemis trong phim Sailor Moon Crystal

Artemis là một con mèo đực biết nói và là cố vấn cho Minako Aino. Cậu là người đã thức tỉnh Minako trở thành Thủy thủ V trước khi Usagi bị đánh thức trở thành Sailor Moon.
- Thân thế

Artemis đến từ hành tinh Mau, là mèo đực, có lông ngắn, màu trắng với đôi mắt màu xanh lá cây và có hình mặt trăng lưỡi liềm màu vàng trên trán. Artemis và Luna là cố vấn của Queen Serenity trong Lâu đài Thiên niên Kỷ bạc, và khi vương quốc bị hủy hoại, Serenity đã sử dụng sức mạnh của Pha Lê Bạc để đưa hai con mèo đến tương lai của Trái Đất để đánh thức các Chiến binh thủy thủ.
Trong tương lai, cậu và Luna đã cưới nhau và có một cô con gái tên là Diana, người đã trở thành cố vấn cho Chibiusa.
Trong tất cả các phiên bản Sailor Moon, Artemis là người trung thành, dũng cảm và là một cố vấn tốt, nhưng cũng rất tự cao về bản thân mình. Trong Codename: Sailor V, cậu tự gọi mình là "con mèo thông minh, nhạy cảm".
- Anime

Trong anime 90s Artemis có đôi mắt màu xanh da trời, và cậu có nhiều cảm xúc hơn trong manga, và khá vụng về. Một ví dụ về điều này đã được thể hiện trong tập 133, khi cậu thú nhận đã phá vỡ cái gương yêu thích của Minako và làm rơi dải ruy băng của cô vào trong bùn do tai nạn. Artemis hầu như không bao giờ nổi giận với Minako, mặc dù cậu đã chỉ trích lối sống cá nhân của cô khá nhiều, mối quan hệ của họ dường như là anh chị em. Artemis cũng khuyến khích Minako theo đuổi giấc mơ trở thành một thần tượng.
Cậu không có quan hệ mạnh mẽ với các Chiến binh thủy thủ khác, nhưng khi Diana xuất hiện, cậu trở nên rất cảm xúc với cô. Artemis dường như cũng có nhiều ký ức về quá khứ của họ trong Lâu đài Thiên niên Kỷ bạc.
Trong anime 90s, Artemis chưa bao giờ mang hình dáng người thường, và hành tinh Mau chưa bao giờ được nhắc tới.
- Manga

Artemis trong hình dạng con người

Tính cách của Artemis trong manga thì khác biệt hơn trong anime 90s. Trong Codename: Sailor V cậu khá là trầm lặng, hay chỉ trích và chế nhạo. Artemis cũng thường nổi cơn thịnh nộ khi Minako tỏ ra quá trẻ con so với ý muốn của cậu. Mặc dù vậy, cả hai đã trở nên gần gũi hơn trong suốt series, và trong phần cuối cùng của Codename: Sailor V, Minako bày tỏ rằng cậu là người bạn duy nhất của cô. Trong truyện Sailor Moon, Artemis và Minako dường như luôn đi cùng với nhau, và cậu ta rất tự hào về sự giám hộ của mình. 
Artemis trong thời điểm khủng hoảng có thể trở thành người (cũng như Luna) trong một thời gian ngắn. Cậu đã làm vậy trong Dream arc để ngăn Minako khỏi rơi xuống trong khi đang chiến đấu với Bộ Tứ Amazon.
Cũng trong Dream arc, khi Artemis nhìn Minako trong buồng tắm và nhận ra rằng cô bắt đầu giống với Aphrodite, cậu đã bối rối và say mê trước Minako. Artemis đổ lỗi cho mình vì không có đủ sức lực và chống giữ cho Minako, nhưng cậu là người đã đánh thức Super Sailor Venus của Minako và đã đưa cho cô Pha lê Sao Kim. Nó không được tiết lộ rằng cậu lấy nó từ đâu, nhưng nó được gợi ý mạnh mẽ rằng nó được tạo ra từ mối quan hệ mà hai người đã chia sẻ.
Mặc dù có cảm xúc lãng mạn với Minako nhưng tình yêu đích thực của cậu là Luna. Trong truyện Sailor V, cậu đã yêu một con chó vì nhầm lẫn nó với Luna.
- Live action

Trong live action, Artemis là một đồ chơi sang trọng màu trắng với đôi mắt xanh biển. Tính cách của cậu mặc dù ít nghiêm túc, nhưng có tư vấn nhiều hơn. Cậu đã tôn trọng Minako, như một Sailor Senshi và một người bình thường. Artemis là người duy nhất Minako tâm sự, mặc dù cô gần gũi hơn với Rei trong phần sau của phim.
Artemis cũng là người đưa cho Chiến binh Thủy thủ Sailor Star Tambourines trong loạt phim live action.
- Nhạc kịch

Artemis xuất hiện vở nhạc kịch Sailor Moon - Gaiden Dark Kingdom Fukkatsu Hen và phiên bản khác của nó. Mặc dù vẫn là mèo trong câu chuyện, cậu và Luna đã được diễn xuất bởi những diễn viên người lớn trong bộ trang phục giống như mèo. Artemis được diễn xuất bởi Keiji Himeno.
- Thông tin bên lề

- Tên của cậu cũng giống như nữ thần săn tìm trong thần thoại Hy Lạp, người cũng liên quan đến Mặt trăng.
- Trong anime, Artemis là người duy nhất gọi Minako bằng tên "Mina".
- Artemis là nhân vật nam duy nhất trong bộ phim có dấu ấn Mặt trăng lưỡi liềm trên trán.
- Trong phiên bản Hoa Kỳ được đề xuất của Sailor Moon, một con mèo trắng đã được nhìn thấy, nhưng nó không rõ ràng nếu điều này được cho là Artemis hay phiên bản màu trắng của Luna.
- Trong bản dịch Bồ Đào Nha, Artemis là nữ, trong khi Luna là nam, tên Artemis cũng được đổi thành "Artemisa" để phù hợp với sự thay đổi giới tính. Trong bản dịch tiếng Pháp, Artemis cũng được thay đổi để trở thành nữ trong những tập đầu, nhưng trong những tập phim sau đó lại được gọi là nam.

### Luna

Luna trong Sailor Moon Crystal

Luna là một con mèo cái biết nói và là cố vấn cho Usagi Tsukino và là người đầu tiên phát hiện ra sức mạnh của Usagi, nhưng vào thời điểm đó Luna không nhận ra Usagi là Công chúa Serenity.
Luna thức tỉnh Ami Mizuno, Rei Hino và Makoto Kino để họ trở thành Sailor Senshi, cũng như đánh thức Usagi trở thành Sailor Moon
Trong tương lai, cô và Artemis đã cưới nhau và có một cô con gái tên là Diana, người trở thành cố vấn cho Chibiusa. Đồ chơi của Chibiusa - Luna P cũng được mô phỏng dựa trên Luna.
- Anime

Trong anime 90s, Luna chỉ biến thành hình dạng con người một lần, trong movie Sailor Moon S, và hành tinh Mau chưa bao giờ được nhắc tới.
Trong bản dịch tiếng Anh ban đầu, Jill Frappier khiến Luna là điểm nhấn của một số tranh cãi vì giọng nói của cô khi lồng tiếng đã khiến Luna trở thành một nhân vật kiểu "vú em" của người Anh, trái ngược với tuổi ban đầu của cô. Bởi vì trong một số tư liệu, hình dạng con người của Luna được cho là nhỏ tuổi hơn Usagi. Sự lựa chọn về việc lồng tiếng của Luna gây ra một số vấn đề trong quá trình thực hiện movie Sailor Moon S.
- Manga

Luna trong hình dạng người

Trong manga, Luna và Artemis có nguồn gốc từ hành tinh Mau và trong thời điểm khủng hoảng có thể trở thành người (cũng như Diana) trong một thời gian ngắn.
Trong hình dạng con người, cô ấy có mái tóc đen dài với hai búi tóc theo phong cách Odango và đôi mắt màu xanh biển.
- Live action

Trong live action, Luna là một con mèo đồ chơi sang trọng, cô có thể trở thành người và biến thành Sailor Luna để huấn luyện và giúp đỡ các Sailor Senshi, và cô có sức mạnh kẹo ngọt. Người hâm mộ đã xem cô như là người thay thế Chibiusa. Khi ở hình dạng mèo, Luna là màu xanh đậm thay vì màu đen, và có đôi mắt màu xanh biển.
- Nhạc kịch

Luna xuất hiện trong vở nhạc kịch Sailor Moon - Gaiden Dark Kingdom Fukkatsu Hen và phiên bản khác của nó. Mặc dù vẫn là mèo trong câu chuyện, cô và Artemis đã được diễn xuất bởi những diễn viên người lớn trong bộ trang phục giống như mèo. Luna được diễn xuất bởi Tomoko Ishimura.
- Thông tin bên lề

- Tên của Luna có nghĩa là " mặt trăng " bằng tiếng Latinh và nhiều thứ tiếng có nguồn gốc từ nó.
- Trong bản dịch Bồ Đào Nha, Luna là nam, trong khi Artemis là nữ.
- Trong bản dịch của Brazil, tên của Luna đã được đổi thành "Lua", từ tiếng Bồ Đào Nha cho "mặt trăng".

### Diana

Diana trong Sailor Moon Crystal

Diana là một con mèo cái nhỏ, màu xám. Cô là con gái tương lai của Luna và Artemis, và là bạn đồng hành của Chibiusa. Giống như Usagi với Luna, hoặc Minako với Artemis, Chibiusa và Diana có một mối liên kết khá chặt chẽ.
- Anime

Diana trong hình dạng con người

Trong anime, Diana đã không xuất hiện cho tới season Sailor Moon SuperS. Anime không cho thấy bất kỳ bằng chứng nào về mối liên hệ của cô với Sailor Pluto, cũng không bao giờ cô trở thành con người hoặc bảo vệ cánh cổng không gian - thời gian.
- Manga

Trong manga, Diana xuất hiện sớm hơn trong anime. Cô xuất hiện trong arc Black Moon, tương ứng với anime Sailor Moon R. Giống như bố và mẹ cô, cô có khả năng trở thành con người trong thời điểm khủng hoảng nhưng không giống họ, cô vẫn có đuôi ở đằng sau. Giống như Chibiusa, mái tóc của cô búi odango ở hai bên.
Cô rất thân thiện với Sailor Pluto, vì Pluto và Chibiusa là bạn, và bảo vệ cánh cổng không gian - thời gian cho Sailor Pluto khi cô thuyết phục Pluto tham gia trận đánh chống lại Black Moon.

### Các thủy thủ hộ vệ của Chibiusa (Thủy thủ mặt trăng con)
Nhận nhiệm vụ hộ vệ Thủy Thủ Mặt Trăng Chibi trong tương lai, đang chìm vào giấc ngủ nơi sâu thẳm rừng Amazon nhưng bị Queen Nehellenia dùng phép thuật điều khiển.

##### Thủy thủ Ceres
Chỉ xuất hiện trong manga. Cere-Cere là người nữ tính nhất của Bộ Tứ Amazon. Sau khi đánh bại Nehellenii, trên trán cô xuất hiện vương miện, và bộ quần áo của cô thay đổi thành bộ trang phục của một chiến binh Thủy Thủ. Cảm ơn cho tất cả mọi thứ, Chibiusa đă chọn cô đã trở thành Thủy thủ Ceres - sức mạnh từ mùa màng - trợ giúp cho Thủy Thủ Mặt Trăng Chibi.

##### Thủy thủ Pallas
Chỉ xuất hiện trong manga. Palla Palla có tính cách rất trẻ con. Sau khi đánh bại Nehellenii, trên trán cô xuất hiện vương miện, và bộ quần áo của cô thay đổi thành bộ trang phục của một chiến binh Thủy Thủ. Cảm ơn cho tất cả mọi thứ, Chibiusa đă chọn cô đã trở thành Thủy thủ Pallas-Sức mạnh từ trí tuệ, chiến tranh chính nghĩa - trợ giúp cho Thủy Thủ Mặt Trăng Chibi.

##### Thủy thủ Juno
Chỉ xuất hiện trong manga. Jun-Jun được biết đến là "Magician feats Acrobatic". Sau khi đánh bại Nehellenii, trên trán cô xuất hiện vương miện, và bộ quần áo của cô thay đổi thành bộ trang phục của một chiến binh Thủy Thủ. Cảm ơn cho tất cả mọi thứ, Chibiusa đă chọn cô đã trở thành Thủy thủ Juno-Sức mạnh từ bông tuyết, hôn nhân, gia đình- trợ giúp cho Thủy Thủ Mặt Trăng Chibi.

##### Thủy thủ Vesta
Chỉ xuất hiện trong manga. Ves-Ves được biết đến là "Magician Beasts". Sau khi đánh bại Nehellenii, trên trán cô xuất hiện vương miện, và bộ quần áo của cô thay đổi thành bộ trang phục của một chiến binh Thủy Thủ. Cảm ơn cho tất cả mọi thứ, Chibiusa đă chọn cô đã trở thành Thủy thủ Vesta-Lò sưởi, sự ấm áp trong gia đình-trợ giúp cho Thủy Thủ Mặt Trăng Chibi.

##### Thủy thủ Astarte
Thủy thủ Astarte chỉ xuất hiện trong vở nhạc kịch. Cô là chiến binh của hệ thống năng lượng mặt trời, thủy thủ của tiểu hành tinh thứ 672-Astarte. Tên thật của cô là Shiba Shingetsu Astarte. "Astarte" là tên của Ishtar nữ thần Phoenician.

#### Công chúa Kakyuu
Công chúa Kakyuu là một chiến binh thủy thủ. Là công chúa Kimoku với cận vệ là nhóm Thủy thủ Ánh Sao, cô đã giúp đỡ Sailor Moon rất nhiều trong cuộc đấu tranh chống lại Shadow Galaxy.

### Nhóm Thủy thủ Ánh Sao

##### Thủy thủ tinh tú Fighter
Seiya Kou là Kou Seiya - Thủy Thủ Tinh Tú Fighter, một chiến binh với năng lượng sao băng. Đến từ hành tinh Kinmoku, tại Trái Đất cậu được biết với cái tên Seiya Kou - thành viên nhóm nhạc "The Three Lights"- Tam Quang.

##### Thủy thủ tinh tú Maker
Taiki Kou là Taiki - Thủy Thủ Tinh Tú Maker, một chiến binh với năng lượng sao băng. Đến từ hành tinh Kinmoku, tại Trái Đất cậu được biết với cái tên Taiki Kou một anh chàng có bộ óc điện tử, cũng là thành viên Tam Quang

##### Thủy thủ tinh tú Healer
Yaten Kou - Thủy Thủ Tinh Tú Healer, một chiến binh với năng lượng sao băng. Đến từ hành tinh Kinmoku, tại Trái Đất cậu được biết với cái tên Yaten Kou - một mẫu người lạnh lùng của Tam Quang

## Nhân vật phản diện

### The Dark kingdom (Vương quốc bóng tối)

#### Hoàng hậu Beryl
Người đứng đầu vương quốc bóng tối. Kiếp trước khi đặt chân tới Bắc Cực ả đã lỡ tay giải thoát cho một thế lực đen đã từ lâu bị kiềm hãm ở đó. Thế lực này đã ban cho ả năng lượng bóng tối. Do lòng ghen tuông mù quáng, ả đã mua chuộc Tứ đại thiên vương của Trái Đất và kéo quân lên Mặt Trăng hòng san bằng vương quốc.

#### Jadeite
Là người yêu kiếp trước của thủy thủ sao hỏa và cũng là người đầu tiên trong bốn tướng của Nữ hoàng Beryl. Xuất hiện trong Sailor Moon Classic. Hắn sử dụng sự quyến rũ và uy tín của mình để thu thập năng lượng cho Nữ hoàng Beryl

#### Nephrite
Là người yêu kiếp trước của thủy thủ sao mộc và cũng là người thứ hai trong bốn tướng của Nữ hoàng Beryl. Xuất hiện trong 14 tập phim Sailor Moon Classic. Công việc của hắn là tìm kiếm năng lượng cho Nữ hoàng Beryl

#### Zoisite
Là người yêu kiếp trước của thủy thủ sao thủy Zoisite và cũng là người thứ ba trong bốn tướng Nữ hoàng Beryl. Cũng như Nephrite, xuất hiện trong tập 14 phim Sailor Moon Classic.

#### Kunzite
Là người yêu kiếp trước của thủy thủ sao kim và cũng là người thứ tư trong bốn tướng Nữ hoàng Beryl.

### The Black Moon (Mặt Trăng đen)

#### Death Phantom (Wiseman)
Thực chất đã hòa mình vào với hành tinh Nemesis chết chóc. Ông ta từng là một tay trùm tội ác của thế kỷ 30, sau khi bị bắt và đày lên Nemesis. Sau khi chết, ông ta đã dùng linh hồn và sự tàn ác hòa mình làm một với hành tinh này.

#### Prince Dimande (Hoàng tử Dimande)
Là chủ nhân hành tinh Nemesis, anh ta nghĩ tằng có thể dùng sức mạnh của "Pha lê ảo ảnh" để tái sinh hành tinh chết này. Anh ta được lão phù thủy tặng cho "Mắt thần" và anh ta rất yêu Usagi (Thủy thủ Mặt trăng)

#### Rubeus
Là thành viên Mặt Trăng đen đầu tiên xuất hiện ở thé kỷ 20, anh ta bi chay trên con tau vi Esmrmude không cứu.

#### Esmeraude
Một thành viên khác của nhóm Mặt trăng Đen. Cô ả là một người đàn bà nham hiểm và xấu tình, cô ta định tấn công và bắt giữ Chibi-usa-nhiệm vụ 005 "Hốt bụi" với chiêu thức "Cánh tay phù thủy" nhưng không thành.

#### Saphia
Nhà giả kim của Mặt Trăng đen, em trai của hoàng tử Dimande, anh luôn cẩn trọng với lão phù thủy và từ chối nhận sức mạnh từ hắn.

#### Black Lady
Chính là Chibi-usa khi đã bị năng lượng "pha lê đen" chi phối.

#### Ayakashi Sister (Chị em Ayakashi)
Là một nhóm gồm bốn chị em làm việc và tuân theo mệnh lệnh của Rubeus và là thành viên của Black Moon Clan. Tên của họ là Koan, Berthier, Calaveras và Petz.
Giống như các thành viên của Black Moon, tất cả họ đều có những biểu tượng hình trăng lưỡi liềm ngược trên trán.

### The Death Buster (Ngôi sao tử thần)

#### Giáo sư Tomoe
Bố của Hotaru, một nhà nghiên cứu khoa học lập dị, thích nghiên cứu những thí nghiệm di truyền và quái vật nên bị ruồng bỏ. Sau tai nạn của vợ và con gái, ông đã quay về cải tổ con gái mình thành một cỗ máy

#### Kaori Naito
Hiệu trưởng trường học viện bách khoa, trợ lý của giáo sư Tomoe, đứng đầu "Ngũ phù thủy"có sức mạnh như một "đạo sĩ", sử dụng gậy và các phép thuật cổ xưa như gọi hồn, …v.v

#### Witches 5 (Ngũ phù thủy)
- Mimete (cam): level 40, cô ta cải trang là Mimi Hanyu, đứng đầu lớp kịch nghệ, cô ta hút sinh lực của học sinh trong buổi hòa nhạc tại học viện bách khoa nhưng bị Sailor Venus phát hiện.
- Eudial (đỏ): level 78, là người được giáo sư Tomoe yêu quý nhất. Cô ta đóng giả là Yuko Arimura và dạy lớp nghi thức xã giao, trường bồi dưỡng vô hạn nhằm hút tinh khí của các học sinh nhưng bị Sailor Mars phát hiện.
- Viluy (xanh nhạt): level 202, cải trang là Yui Bidoh, một thiên tài đứng trên cả Ami, dạy lớp tin học ở học viện bách khoa.
- Tellu (xanh lá cây): level 404, cải trang là Lulu Tẻuno của lớp thực vật học, ả này hút tinh túy của người thường bằng loại cây đặc biệt có tên "Tellun"
- Cyprine và Ptilot (đỏ và xanh lam): level 999, có tuyệt chiêu "hỏa tiễn ruy băng" và khơi dậy lòng căm thù của các chiến binh, khiến họ chém giết lẫn nhau

#### Công nương 9
Là tay chân của Pharaoh 90, được tên giáo sư Tomoe dùng thể xác của Hotaru để hồi sinh. Sau khi thoát khỏi thể xác của Hotaru, hắn hiện diện với hình dạng của một quái thú Daimon để trở nên lớn hơn và mạnh mẽ hơn. Sau khi bị Super Sailor Moon và Super Sailor Chibi Moon đánh bật và đẩy lùi, hắn đã hợp nhất và hợp thành một thể với Pharaoh 90.

#### Pharaoh 90
Là người đứng đầu, thống trị Ngôi Sao Tử Thần và Hệ Tinh Tú Tau (Quê hương của hắn), được thuộc hạ xưng với cái tên "Chủ nhân Pharaoh 90". Hắn là người tạo ra trứng quái vật Daimon. Pharaoh 90 có hình dạng thực chất là một dòng dung nham hắc ám đen kịt có khả năng hủy diệt mọi thứ và hấp thụ sức mạnh. Hắn có âm mưu thực hiện mưu đồ "công cụ hóa" với Trái Đất, biến Trái Đất thành quê hương thứ hai của hắn. Nhưng đã bị Thủy Thủ Sao Thổ (chính là thể xác của Hotaru mà Công Nương 9 đã thoát ra bị Pharaoh 90 hấp thụ thức tỉnh) dùng tuyệt chiêu "Rung Chuyển Sinh Tử" rút hết năng lượng và đã bị đưa trở lại Hệ Tinh Tú Tau của hắn. Sau đó, Thủy Thủ Sao Diêm Vương đã đóng chặt cánh cổng Không Gian và Thời Gian để nhốt hắn và giúp Thủy Thủ Sao Thổ tiêu diệt hắn. Cuối cùng, Pharaoh 90 đã bị Thủy Thủ Sao Thổ dùng Lưỡi Hái Trầm Mặt hủy diệt tất cả cùng với hệ Tinh Tú Tau của hắn và cả chính bản thân Thủy Thủ Sao Thổ.

### The Dead Moon Circus (Đoàn xiếc Tử Nguyệt)

#### Queen Nehellenia (Nữ hoàng Nehellenia)
Người đứng đầu Tử Nguyệt, bản sao đối chiếu của Queen Serenity trong gương ma thuật, bà ta nuôi ý định trở thành chủ nhân thực sự của Mặt Trăng, bắt giữ Helious, tu sĩ của thánh địa Elysion.

#### Tiger's Eye (Mắt hổ)
Là một con hổ được biến thành người dưới dạng một người đàn ông, anh ta cố đầu độc ý nghĩ của Sailor Mars nhưng đã bị cô phát hiện và tiêu diệt.

#### Hawk's Eye (Mắt ưng)
Là một con chim ưng được biến phép thành người, anh ta cải trang thành cô gái bán gia vị để đánh lừa Sailor Jupiter nhưng cũng đã bị tiêu diệt.

#### Fish's Eye (Mắt cá)
Là một con cá được hóa phép thành người, cô ta cố đưa Sailor Mercury vào cơn ác mộng nhưng lại thất bại.

#### Tứ nữ quái Amazon
- JunJun (xanh lá): là một tom-boy bốc đồng, là một diễn viên nhào lộn. Thực ra chính là sailor Juno, bản đối chiếu của Sailor Jupiter.
- Cere Cere (hồng): là thành viên "người lớn"nhất trong nhóm, một diễn viên đu xà. Cô rất ngạo mạn, kiêu kỳ, thích quan tâm chăm sóc sắc đẹp, là bản sao của Sailor Venus. Có khả năng điều khiển hoa cỏ, thực chất chính là Sailor Ceres.
- VesVes (đỏ): một người to mồm, đôi khi rất dã man, là người dạy thú nhưng lại là em út của nhóm. Cô chính là Sailor Vesta, bản đối chiếu của Sailor Mars.
- Palla Palla (xanh lam): là một thành viên rất trẻ con, hay khóc nhè, một diễn viên biểu diễn bóng. Thực chất cô là Sailor Pallas, bản đối chiếu của Sailor Mercury
- Zirconia: có hình dạng giống một người-bọ và làn da nhăn nheo, bà ta là người đứng đầu gánh xiếc Tử Nguyệt, một trợ thủ đắc lực của Queen Nehellenia.

### Shadow Galactica

#### Galaxia
Tư lệnh thủy thủ thuộc ngân hà Galaxy, kẻ thù mạnh nhất từ trước tới giờ của Sailormoon. Với viên pha lê "vàng xanh", 1 trong những viên pha lê mạnh nhất trong dải ngân hà, cô ta nuôi ý định cướp viên pha lê của Sailormoon nên tạo ra thiên hà Galaxy, đi khắp từ hành tinh này đến hành tinh khác thu lượm pha lê thủy thủ và ban sức mạnh cho các chiến binh thủy thủ "giả".

##### Thủy Thủ Thiết Thử
Sailor Chuu giả danh,cô ta rất trẻ con và chưa trưởng thành. Cô ta có một giọng nói the thé và nói rất nhiều. Cô ta thực sự cũng chỉ lớn và cao bằng Chibiusa. Cô ta từng phá đám buổi hòa nhạc của Michiru với ban nhạc "Ba tia sáng" nhưng không thành.

##### Thủy Thủ Lữ Điểu
Sailor Aluminum giả, cô ta rất hay cười, thích ăn và đùa. Thực sự Thủy Thủ Thiết Thử và Thủy Thủ Duyên Nha là hai người bạn tốt nhất. Về gia đình, cô ta có một người mẹ. Cô ta từng tấn công Usagi và Seiya trên mái nhà nhưng bị Sailormoon tiêu diệt, tuy nhiên trước khi chết cô ta đã kịp lấy mất pha lê của Sailor Mercury và Sailor Jupiter

##### Thủy Thủ Duyên Nha
Sailor Coronis giả mạo, rất là năng động, thích cạnh tranh. Thủy Thủ Lữ Điểu đã là một đối thủ cạnh tranh trong thời gian dài, nhưng trong thực tế, Thủy Thủ Lữ Điểu là một người bạn tốt của cô ta. Sau cái chết của người bạn đồng hành của mình, Thủy thủ Tích Miêu xuất hiện và muốn kết bạn, nhưng cô không muốn giao tiếp với cô ấy. Cô ta từng dùng Fobos và Dimos làm mồi nhử Sailor Mars và Sailor Venus nhưng bị Sailormoon tiêu diệt.

##### Thủy Thủ Tích Miêu
Sailor Mau giả danh, là một con mèo thành tinh sống trên quê hương của Luna và Artemis và tấn công họ cùng Diana, khiến họ trở lại hình dạng mèo.

##### Thủy Thủ Heavy Metal Papillion
Là một con bươm bướm ngoài nghĩa trang. Với chiêu thức "hỏa thiêu", cô ta suýt tiêu diệt được nhóm Sailormoon nhưng sau cùng lại bị Chibiusa giết chết.

##### Thủy thủ Pewter Fox
Thủy thủ Pewter Fox là một nhân vật trong vở nhạc kịch Sailor Moon Sailor Stars, là một Thủy Thủ thuộc Các Thủy Thủ Thú Ma 

##### Thủy thủ Titanium Kerokko
Thủy thủ Titanium Kerokko là một nhân vật trong vở nhạc kịch, là một Thủy Thủ thuộc Các Thủy Thủ Thú Ma

#### Thủy Thủ Star Gardeners
- Thủy Thủ Phi và Chi: Phi và Chi là hai thủy thủ thân tín nhất của Galaxia, nhận nhiệm vụ trông coi các viên pha lê thủy thủ. Trong cuộc đấu với nhóm Sailormoon, hai ả đã tiêu diệt được cả nhóm thủy thủ tinh tú lẫn công chúa Kakyuu.
- Thủy thủ Theta: Chỉ xuất hiện trong vở nhạc kịch, cùng với Thủy Thủ Phi và Thủy Thủ Chi là một trong những Thủy Thủ cấp dưới của Galaxia cấp dưới

#### Real Sailor Senshi
- Thủy thủ Lethe: chủ nhân dòng sông quên lãng, chủ nhân hành tinh Lethe
- Thủy thủ Mnemosyne: chị song sinh của Lethe, chủ nhân dòng sông ký ức, chủ nhân hành tinh Mnemosyne nhỏ bé.
- Thủy thủ Buttress: chỉ xuất hiện trong vở nhạc kịch, là cánh tay phải của Galaxia.

## Những nhân vật khác

#### Ikuko Tsukino
Ikuko Tsukino là mẹ của Usagi. Bà thường được thấy khi nấu ăn và giảng dạy cho Usagi các bài học của cô ở trường. Họ trông khá là thân thiết, vì bà cho Usagi lời khuyên về các loại mối quan hệ, và háo hức chấp nhận mối quan hệ của cô với Mamoru. Bà chăm sóc Chibiusa khi có mặt - người mà bà nghĩ là cháu gái của mình, nhưng thật ra lại là cháu gái tương lai của bà ấy. Bà cũng quan tâm đến Chibi-Chibi, người mà bà ấy tin là con gái thứ hai của mình. Tên và thiết kế nhân vật Ikuko được mô phỏng theo mẹ của tác giả Takeuchi.
Trong loạt phim live-action, Ikuko được miêu tả là một người cực kỳ hướng ngoại, kỳ quặc và quyết đoán. Bà thay đổi kiểu tóc của mình hầu như mỗi ngày, liên tục thử các công thức mới của món trứng tráng, và không thích gì hơn là được chú ý. Bà là một người bạn cấp ba với quản lý của Minako, và người ta nói hai người họ là những người tham gia lớn trong chương trình sân khấu của trường họ.

#### Kenji Tsukino
Kenji Tsukino là cha của Usagi, một người làm công ăn lương kiểu mẫu của Nhật Bản, người làm phóng viên tạp chí (Act 4) và sau đó là tổng biên tập. Kenji khá tình cảm với vợ. Ngay từ sớm, ông trở nên ghen tị khi nhìn thấy Usagi với Mamoru Chiba, nghĩ rằng anh quá già so với cô. Giống như vợ mình, Kenji hoàn toàn không biết danh tính thực sự của Usagi. Ông cảm nhận được sự trưởng thành của con gái mình khi cô nhận thức được mình là Công chúa Serenity, Kenji ít xuất hiện hơn sau phần thứ hai của anime.
Trong loạt phim live-action, ông không bao giờ xuất hiện trong phần chính của bộ truyện, điều này được giải thích là ông luôn đi công tác xa. Ông xuất hiện ngắn gọn trong tập đặc biệt trực tiếp trên DVD, khóc trong đám cưới của Usagi.

#### Shingo Tsukino
Shingo Tsukino, (được gọi là Sammy Tsukino trong bản gốc tiếng Anh) là em trai của Usagi, Usagi là Chiến binh Thủy thủ duy nhất được biết đến có anh chị em. Cậu coi cô là người tốt, nhưng cũng coi cô là một đứa bé hay khóc nhè. Mặc dù không biết danh tính thực sự của chị gái mình, Shingo vẫn bị ấn tượng bởi những chiến tích của Thủy thủ Mặt trăng và Thủy thủ V. Cậu là một người hâm mộ đặc biệt nhiệt tình của Thủy thủ Mặt Trăng vì cô đã giải cứu cậu khỏi lực lượng Vương quốc bóng tối ngay từ những ngày đầu. cậu thích trò chơi điện tử và là một học sinh siêng năng. Cuốn sách yêu thích của Shingo là Shonen J * mp (một tài liệu tham khảo về tuyển tập truyện tranh Weekly Shōnen Jump), và cậu cũng thích chơi các trò chơi trên Famicom. Trong anime, Shingo xuất hiện trong một vài tập của phần đầu tiên, nhưng ít được thấy hơn sau đó.
Trong loạt phim live-action, Shingo không thích nhiều những gì chị gái và mẹ anh làm, và không quan tâm nhiều đến cuộc sống nói chung.

#### Naru Osaka
Naru Osaka là bạn thân và bạn học của Usagi khi bắt đầu series. Naru và mẹ cô là nạn nhân đầu tiên trong một cuộc tấn công của quái vật, và Naru rất sùng bái Thủy thủ Mặt Trăng vì đã cứu họ. Xuyên suốt bộ truyện, cô tiếp tục là mục tiêu thường xuyên của các nhân vật phản diện và quái vật. Trong anime, Naru sau đó hẹn hò với Gurio Umino.
Naru đóng vai trò quan trọng hơn nhiều trong loạt phim live-action, tìm hiểu hầu hết sự thật về những Chiến binh Thủy thủ. Cô ấy cũng là một người tự tin và hướng ngoại hơn. Trong một thời gian ngắn, cô và Ami chia sẻ mối quan hệ đầy mâu thuẫn vì cả hai dường như ghen tị với sự gần gũi của người kia với Usagi. Tuy nhiên, họ giải quyết sự khác biệt của nhau và trở thành bạn tốt.

#### Gurio Umino
Gurio Umino là học sinh trong lớp Usagi ở trường. Anh ta thường được gọi ngắn gọn là Umino, và bắt đầu với sự say mê mãnh liệt với Usagi. Đặc điểm nổi bật của anh ấy là chiếc kính, được vẽ bằng những vòng xoáy biểu thị độ dày của chúng. Umino thường được miêu tả là một otaku "kỳ quái", "kỳ lạ" và "biết tất cả", thường xuyên thông báo cho Usagi về các sự kiện hiện tại, học sinh mới, tin đồn và bất kỳ thông tin nào khác mà cô có thể đánh giá cao. Mặc dù có vẻ ngoài kỳ quái, Umino vẫn ngụ ý (và sau đó được tác giả Takeuchi xác nhận) là "tương đối đẹp trai". Trong anime, anh phát triển mối quan hệ với Naru, và tầm quan trọng của họ giảm dần sau loạt phần đầu tiên. Chữ Hán trong họ của Umino đại diện cho một cách chơi chữ có nghĩa là "cánh đồng đại dương" hoặc "của đại dương", như vậy, nó được xây dựng giống như của Usagi và những Chiến binh Thủy thủ khác.

#### Haruna Sakurada
Haruna Sakurada là một giáo viên lớp sơ trung, người thường thuyết giáo Usagi vì sự lười biếng của cô. Haruna dự định tìm một người chồng, điều này khiến cô trở thành mục tiêu dễ dàng cho Vương quốc bóng tối trong phần đầu tiên, và cô thường tham gia vào những trò có vẻ khá trẻ con. Cô xuất hiện ít thường xuyên hơn khi bộ phim tiến triển, và không bao giờ được nhìn thấy sau khi Usagi và bạn bè của cô bắt đầu học trung học. Trong loạt live-action, Haruna chỉ định các câu đố và giao nhiệm vụ dọn dẹp khi cần thiết. Cô ấy có một tính cách cực kỳ lập dị, và rất thân thiện với các học sinh của mình, thậm chí là Usagi. Chữ Hán trong tên của cô có nghĩa là "hoa anh đào" (sakura), "cánh đồng lúa" (da), "mùa xuân" (haru) và "rau" (na).

#### Motoki Furuhata
Motoki Furuhata làm việc tại Crown Game Center, một tiệm trò chơi điện tử Usagi thường xuyên ghé thăm. Motoki cũng có một công việc tại Crown Fruit Parlor và là sinh viên Đại học KO cùng với Mamoru Chiba. Sau khi anh ta nhận ra những Chiến binh Thủy thủ và tìm hiểu danh tính thực sự của họ, Motoki thề sẽ không nói cho ai biết. Trong bản chuyển thể anime, Usagi gọi anh là "Big Brother" Motoki (元 基 お 兄, Motoki-oniisan) và phải lòng anh ta ngay từ đầu series. Motoki và Mamoru cũng tham dự Học viện Công nghệ Azabu. Anh ta khá ngây thơ, và nói rằng anh ta xem các cô gái như em gái, không biết gì về việc họ đã phải lòng anh ta. Anh ta có một cô em gái, Unazuki Furuhata, là bạn của Usagi và những người khác. Bạn gái của anh là Reika Nishimura, một sinh viên khoa học. Trong loạt live-action, Crown Center là một quán karaoke. Có một mối quan hệ tán tỉnh ban đầu giữa Motoki và Makoto cho đến khi nó trở nên nghiêm túc hơn một chút. Và trong tập Đặc biệt, diễn ra bốn năm sau khi kết thúc loạt phim, Motoki cầu hôn Makoto, và cô đã chấp nhận.

#### Helios/Pegasus
Helios là linh mục và người bảo vệ Elysion, là vùng đất linh thiêng bảo vệ hành tinh Trái Đất từ bên trong và là nơi Vương quốc Hoàng Kim từng tồn tại vào thời Thiên niên kỷ Bạc. Helios và Endymion không bao giờ gặp nhau, mặc dù họ biết về nhau và thực tế là họ có chung mong muốn bảo vệ Trái Đất. Khi Elysion bị xâm chiếm bởi Rạp xiếc Dead Moon, Helios bị phong ấn trong cơ thể của một con ngựa có sừng (Pegasus), và bị nhốt trong một cái lồng. Anh nhớ về một người thiếu nữ mà anh đã nhìn thấy trong ảo ảnh, anh gửi linh hồn của mình dưới dạng Pegasus để tìm kiếm sự giúp đỡ của cô. Anh nhờ Thủy thủ Mặt Trăng và Chibiusa viện trợ, cung cấp cho họ thông tin và vũ khí mới. Anh và Chibiusa trở nên thân thiết, và cuối cùng anh phát hiện ra rằng phiên bản người lớn của cô là người thiếu nữ anh từng thấy. Cuối cùng, khi kẻ thù bị đánh bại và anh ta đã rời khỏi "Pegasus", Chibiusa nghĩ rằng khi cô lớn lên, anh sẽ trở thành "hoàng tử" của cô.

#### Queen Serenity (Nữ hoàng Serenity)
Queen Serenity là mẹ của Thủy thủ Mặt Trăng trong kiếp trước. Là nữ hoàng của Mặt Trăng, bà trị vì trong kỷ nguyên đầu tiên của Thiên niên kỷ Bạc. Bà nói rằng các nền văn minh Trái Đất cổ đại đã gọi bà là nữ thần mặt trăng, Selene. Khi Vương quốc bóng tối tấn công Vương quốc Mặt Trăng, bà đã hy sinh bằng cách sử dụng Pha lê Bạc để phong ấn Nữ hoàng Metaria, để con gái, Endymion và những Chiến binh Thủy thủ được tái sinh trên Trái Đất. Nữ hoàng Serenity lần đầu tiên xuất hiện dưới dạng hình ba chiều, bà đã lưu linh hồn trong máy tính để bảo vệ ý thức của bà ấy. Bà nói với các Thủy thủ về kiếp trước của họ, và họ bắt đầu nhớ ra khi bà mô tả về họ, và bói Họ phải tìm Metaria, người đã thoát khỏi phong ấn và trốn vào Trái Đất. Sau đó, bà chỉ xuất hiện trong những đoạn hồi tưởng. Ở phần đầu của Sailor Moon R, Nữ hoàng Serenity đã đưa cho Thủy thủ Mặt Trăng chiếc trâm cài biến hình mới cho cô. Bà cũng xuất hiện trong "Tập đặc biệt" của loạt phim live-action.

#### Phobos & Deimos
Phobos và Deimos là những con quạ thú cưng của Rei sống ở đền thờ, mà cô đặt tên theo hai vệ tinh của Sao Hỏa. Chúng có khả năng cảm nhận cái ác và đôi khi tấn công kẻ thù. Khi Rei còn nhỏ, họ "nói" với cô tên của họ. Cuối cùng, họ tiết lộ mình là những người bảo hộ quyền lực - những yêu tinh nhỏ được giao nhiệm vụ bảo vệ Thủy thủ Sao Hỏa. Họ cứu Thủy thủ Sao Hỏa khỏi bị Tiger's Eye giết và đưa Pha lê Thủy thủ cho cô. Sau đó, họ được tiết lộ là đến từ hành tinh Coronis khi họ gặp Thủy thủ Crow, người cũng đến từ Coronis. Crow sau đó đánh cắp tinh thể của Phobos và Deimos và giết chết họ
Trong loạt live-action, quạ của Rei chỉ xuất hiện trong tập thứ ba.

#### Chibi chibi
Trong manga, Chibi chibi là Thủy thủ Vũ Trụ trở về quá khứ trong hình dạng một đứa bé, nhưng thực chất cô trở về quá khứ để trốn tránh trách nhiệm của mình. Trong anime, Chibi chibi là pha lê của thủy thủ vũ trụ. Mặc dù còn nhỏ nhưng Chibi chibi lại sở hữu một sức mạnh lớn nên nhiều lần đã giúp Thủy thủ Mặt Trăng tránh khỏi những tai nạn không lường trước được do Thủy thủ Ngân Hà Galaxia gây ra. Câu nói mở đầu là: "Tôi là 1 quý cô yêu kiều!"

#### Thủy Thủ Vũ Trụ-Cosmos
Tương tự như Thủy Thủ Mặt Trăng Chibi Chibi nhưng cô mang sức mạnh rất lớn. Trong manga, cô xuất hiện ở tập 18, Chương 52 manga, là hình thái tối cao trong tương lai của Sailor Moon. Cô trở về quá khứ trong các hình dạng ChibiChibi, trở thành một người bạn của Usagi, bảo vệ Usagi và giúp cô ấy có những lựa chọn đúng. Cô muốn giúp Thủy Thủ Mặt Trăng Vĩnh Cửu tiêu diệt Thủy Thủ Của Sự Hỗn Loạn. Khi Thủy Thủ Mặt Trăng Vĩnh Cửu đã chạy trốn khỏi Thủy Thủ Của Sự Hỗn Loạn. Với quyết tâm kết thúc sự hỗn loạn trong vũ trụ, thấy Thủy Thủ Mặt Trăng Vĩnh Cửu nhảy vào hàng rào Galactic, Thủy Thủ Vũ Trụ nói với Thủy Thủ Mặt Trăng Vĩnh Cửu rằng tất cả những gì cần có phải tiêu diệt Chaos là niềm hy vọng, và miễn là cô ấy đã hy vọng, không có bất cứ điều gì phải sợ hãi.